# Tiếng Makassar
Tiếng Makassar, còn được viết là Macassar hoặc Makasar, cũng được gọi là "Basa Mangkasara", mã ISO: mak, là ngôn ngữ của người Makassar ở Nam Sulawesi, Indonesia.
Ngôn ngữ này được phân loại là một phần của chi nhánh Makassar của chi nhánh Nam Sulawesi, thuộc ngữ tộc Malay-Polynesia của ngữ hệ Nam Đảo (Austronesia) . Do đó tiếng Makassar liên quan chặt chẽ đến những láng giềng như tiếng Bugis.

## Âm vị
Tiếng Makassar có năm nguyên âm: a, e, i, o, u.
|               |               | Môi | Chân răng | Vòm | Ngạc mềm | Thanh hầu |
| ------------- | ------------- | --- | --------- | --- | -------- | --------- |
| Mũi           | Mũi           | m   | n         | ɲ   | ŋ        |           |
| Tắc           | Vô thanh      | p   | t         | c   | k        | ʔ         |
| Tắc           | Hữu thanh     | b   | d         | ɟ   | ɡ        |           |
| Xát           | Xát           |     | s         |     |          | h         |
| Bán nguyên âm | Bán nguyên âm |     |           | j   | w        |           |
| Cạnh lưỡi     | Cạnh lưỡi     |     | l         |     |          |           |
| Rung          | Rung          |     | r         |     |          |           |

- /ɲ/ được viết ⟨ny⟩ trước nguyên âm, ⟨n⟩ trước ⟨c⟩ và ⟨j⟩
- /ŋ/ được viết ⟨ng⟩
- /ɟ/ được viết ⟨j⟩
- /j/ được viết ⟨y⟩
- /h/ chỉ bắt gặp trong từ mượn
- Âm tắc thanh hầu /ʔ/ chỉ xuất hiện ở vị trí cuối âm tiết và thường được viết dưới dạng dấu nháy đơn ⟨'⟩

Tất cả phụ âm trừ /ʔ/ đều xuất hiện ở đầu âm tiết. Chỉ hai phụ âm là /ŋ/ và /ʔ/ xuất hiện ở cuối âm tiết.
|     | Mũi/lạnh lưỡi | Mũi/lạnh lưỡi | Mũi/lạnh lưỡi | Mũi/lạnh lưỡi | Mũi/lạnh lưỡi | Vô thanh | Vô thanh | Vô thanh | Vô thanh | Vô thanh | Tắc hữu thanh + r | Tắc hữu thanh + r | Tắc hữu thanh + r | Tắc hữu thanh + r | Tắc hữu thanh + r |
|     | m             | n             | ɲ             | ŋ             | l             | p        | t        | c        | k        | s        | b                 | d                 | ɟ                 | ɡ                 | r                 |
| --- | ------------- | ------------- | ------------- | ------------- | ------------- | -------- | -------- | -------- | -------- | -------- | ----------------- | ----------------- | ----------------- | ----------------- | ----------------- |
| /ŋ/ | mm            | nn            | ɲɲ            | ŋŋ            | ll            | mp       | nt       | ɲc       | ŋk       | ns       | mb                | nd                | ɲɟ                | ŋg                | nr                |
| /ʔ/ | ʔm            | ʔn            | ʔɲ            | ʔŋ            | ʔl            | pp       | tt       | cc       | kk       | ss       | ʔb                | ʔd                | ʔɟ                | ʔg                | ʔr                |

## Chữ viết
Dù ngày nay chữ Latinh hay được dùng để viết tiếng Makassar, người ta vẫn hay viết thứ tiếng này bằng chữ Lontara. Cả tiếng Bugis và tiếng Mandar, hai ngôn ngữ liên quan ở Sulawesi, cũng từng dùng chữ Lontara để viết văn bản quan trọng.

### Chữ Makasar cổ
Trước đây chữ Makasar cổ từng được sử dụng.
| Bảng Unicode Makasar Official Unicode Consortium code chart Version 13.0 |   |   |   |   |   |   |   |   |   |   |   |   |   |   |   |   |
|                                                                          | 0 | 1 | 2 | 3 | 4 | 5 | 6 | 7 | 8 | 9 | A | B | C | D | E | F |
| U+11EEx                                                                  | 𑻠 | 𑻡 | 𑻢 | 𑻣 | 𑻤 | 𑻥 | 𑻦 | 𑻧 | 𑻨 | 𑻩 | 𑻪 | 𑻫 | 𑻬 | 𑻭 | 𑻮 | 𑻯 |
| U+11EFx                                                                  | 𑻰 | 𑻱 | 𑻲 | 𑻳  | 𑻴  | 𑻵  | 𑻶  | 𑻷 | 𑻸 |   |   |   |   |   |   |   |